# Pterocerina angulata
Pterocerina angulata é uma espécie de mosca ulita ou do tipo foto-asa do gênero Pterocerina, da superfamília Tephritidae e da família Ulidiidae.
A espécie encontra-se distribuída na Bolívia.
A Pterocerina angulata foi descrita pela primeira vez em 1909, por Friedrich Georg Hendel.